# Клан Ірвін

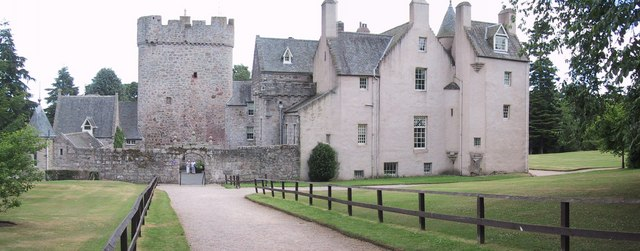
Замок Друм - резиденція вождів клану Ірвін.

Клан Ірвін (шотл. - Clan Irvine, Clan Irving) - один з кланів рівнинної частини Шотландії - Лоуленду. 
Гасло клану: SUB SOLE SUB UMBRA VIRENS - Процвітаємо (зеленіємо) як під сонцем так і в тіні (лат.)
Землі клану: Абердиншир
Вождь клану: Девід Чарльз Ірвін Драм (шотл. - David Charles Irvine Drum) - XXVI барон Драм
Резиденція вождя клану: Замок Драм (шотл. - Drum Castle)

## Гілки клану Ірвін
- Ірвін Драм (шотл. - Irvine Drum) - гілка вождя клану
- Ірвін Боншоу (шотл. - Irvine Bonshaw)

Союзні клани: Брюс
Ворожі клани: МакЛін, Кейт (Кіт)

## Історія клану Ірвін

### Походження клану Ірвін
Перші згадки про клан Ірвін в історичних документах відносяться до XII століття. У документах, які датуються 1124 - 1125 роками і стосуються земельної власності лордів Галловей згадується Гілкріст мак Ервіні (гельск. - Gilchrist mac Erwini). Клан володів землями Ірвін в Дамфрісширі. Згідно історичних переказів самого клану Ірвін клан походив від кельтських королів нинішньої Шотландії. Згідно цих же переказів Дункан Ірвін оселився в Боншоу. Дункан був братом Крінана, вони походили від верховних королів Ірландії, серед їх предків були наставники Данкелда. Крінан мав дочку, яку віддав заміж за короля Шотландії Малкольма II. Їхнім сином був король Шотландії Дункан І. 
Сусіднім кланом був могутній клан Брюс. Клан Ірвін підтримував своїх сильних сусідів, Вільям Ірвін став зброєносцем і секретарем короля Шотландії Роберта І Брюса. За 20 років вірної служби Вільям де Ірвін отримав нагороди від короля - він отримав землі та ліс Друм (Драм) в Абердинширі. Ці землі стали землями резиденції вождів клану Ірвін. Тут клан мав свій родовий замок Друм, що був збудований ще в XIII століття як мисливський замок короля Шотландії. Потім він перебудовувався і розбудовувався. 
Щодо походження символіки клану - гребеня, герба вождів, то існує легенда, що Роберт Брюс - майбутній король вільної Шотландії під час повстання після поразки повстанської шотландської армії переховувався від англійської армії в замку Друм, що був оточений лісом. 

### XV століття - війни кланів
Клан Ірвін ворогував з сусіднім клану Кейт (Кіт). Обидва клани здійснювали напади і рейди на землі один одного. У 1402 році клан Ірвін вів запеклу віну з кланом Кейт - відбулась битва під Друмоак і багато людей з клану Кейт було вбито. Сам клан Ірвін потім заявив, що вони знищили в цій битві сіячів війни. 
Третій лерд Друм - Олександр Ірвін був першим серед вождів клану Ірвін, хто носив ім'я Олександра. Він був XII вождем клану Ірвін. Він був легендарним лицарем і воював разом з графом Мар у Франції . Пізніше він брав участь у битві під Харлоу в 1411 році, яка велася в 20 милях від земель Друм. Під час цієї битви під Харлоу Олександр Ірвін зітнувся в єдиноборстві з відомим шотландським воїном Гектором МакЛіном - вождем клану МакЛін. Після цього поєдинку вони померли від ран, які нанесли один одному. Про цю подію поети склали баладу «Сер Ірвін, лерд Друм». 

### XVI століття - англо-шотландські війни
Наступний лерд Друм був помітною фігурою в переговорах з Англією метою викупу короля Шотландії Джеймса I, що потрапив в полон, і коли король був випущений вождь клану Ірвін був посвячений в лицарі. Коли король був убитий в Перті, сер Олександр Ірвін узяв під свій контроль місто Абердин, щоб відновити порядок.
VI лерд Друм і вождь клану Ірвін був миротворцем, і був нагороджений королем Шотландії Джеймсом V за його зусилля по припиненню війн між кланами, війн повстанців проти короля, рейдерства, чаклунства, кровної помсти. Нагороду вождь клану отримав у 1527 році.
В англо-шотландських війнах син VI лерда був убитий, коли клан брав участь в англо-шотландській війні під час битви під Пінкі Клев у 1547 році. 

### XVII століття - громадянська війна
Під час громадянської війни клан Ірвін підтримав роялістів і короля Карла I. Але клан Ірвін жив і володів землями в районі, що підтримував ковенанторів, тому клан і його замок Друм став мішенню для нападів. Замок був атакований, коли лерд Друм був відсутній. Ковенантори оточили замок чисельною армією та артилерією. Леді Ірвін здалася ворогам, і замок була розграбований. Лерд Друм мав двох синів і брав участь у громадянській війні разом з ними - обидва сини були захоплені в полон. Молодший син - Роберт Ірвін помер в підземеллях Единбурзького замку, проте його брат - Олександр був звільнений після перемоги Джеймса Грема - І маркіза Монтроз в битві під Кісіт у 1645 році. На замок Друм знову напали, розграбували, і сам замок був сильно зруйнований. 

### XVIII століття - повстання якобітів
Під час повстання якобітів у 1715 році XIV лерд Друм підтримав повстання і брав участь у битві під Шеріфмур у 1715 році, де він отримав важку рану голови. Він так і не оговтався від рани і після багатьох років хвороби помер, залишивши світ без прямого спадкоємця. Майно і землі клану Ірвін перейшли до його дядька - Джона Ірвіна, а потім до іншого родича - Джона Ірвіна Крімонда. 
Під час повстання якобітів у 1745 році клан Ірвін знову підтримав повстання та Стюартів і брав участь у битві під Куллоден у 1746 році. Лерд Друм уникнув полону після поразки якобітів, заховавшись у таємній кімнаті замку Друм. Потім він жив протягом декількох років у вигнанні у Франції, поки йому не дозволили повернутися в свої маєтки.

### XIX - ХХ століття
Полковник Джон Ірвінг Боншоу брав участь у військовій британської експедиції в Абісинію. Його син - сер Роберт Ірвін Боншоу теж був військовим, дослужився до звання капітана, був кавалером орденів Британії. 
ХХІІ лерд Друм брав участь у II світовій війні, був у гренадерській гвардії. 

### Сучасна історія клану Ірвін
У 2002 році вождь клану Ірвін уклав мирний договір з XIII графом Кінтор, що є вождем клану Кейт на пишній церемонії на березі річки Ді і цей договір поклав кінець 600-річній  ворожнечі кланів Ірвін та Кейт.

## Замки клану Ірвін
- Замок Драм
- Замок Боншоу-тауер

## Септи клану Ірвін
- Ervin
- Ervine
- Erving
- Erwin
- Erwyn
- Hurven
- Hurvene
- Hurvine
- Hurwen
- Hurwin
- Hurwine
- Hurwyn
- Hurwynn
- Hurwynne
- Irvene
- Irvin
- Irvine
- Irving
- Irvink
- Irwin
- Irwine
- Irwing
- Irwink
- Irwran
- Irwrand
- Irwrane
- Irwrant
- Irwren
- Irwrend
- Irwrent
- Irwrind
- Irwrint
- Irwryn
- Irwrynd
- Irwynn
- Irwynne
- Orvene
- Orvine
- Orwin
- Orwine
- Orwynn
- Orwynne
- Urvene
- Urvine
- Urwand
- Urwane
- Urwant
- Urwen
- Urwend
- Urwent
- Urwin
- Urwind
- Urwine
- Urwint
- Urwyn
- Urwynd
- Urwynn
- Urwynne
- Uryn
- Yurand
- Yurane
- Yurant
- Yurend
- Yurent
- Yurind
- Yurint
- Yurven
- Yurvene
- Yurvine
- Yurwan
- Yurwand
- Yurwane
- Yurwant
- Yurwen
- Yurwend
- Yurwent
- Yurwin
- Yurwind
- Yurwine
- Yurwint
- Yurwyn
- Yurwynd
- Yurwynn
- Yurwynne
- Yurynd